# آنا برنابیچ
آنا برنابیچ (سیریلیک صربی: Ана Брнабић، تلفظ [âna bř̩nabit͜ɕ]؛ زادهٔ ۲۸ سپتامبر ۱۹۷۵) سیاست‌مدار اهل صربستان است که از سال ۲۰۱۷ نخست‌وزیر فعلی صربستان بوده‌است. او اولین نخست‌وزیر آشکارا همجنس‌گرای صربستان است.
او قبلاً وزیر دارایی و وزیر ادارهٔ امور عمومی و دولت محلی صربستان هم بوده‌است.

## زندگی‌نامه
او دارای مدرک مدیریت راهبردی کسب و کار از دانشگاه هال در بریتانیای بزرگ است و بیش از ده سال است که با سازمان‌های بین‌المللی، سرمایه‌گذاران خارجی، واحدهای مستقل محلی و بخش عمومی در صربستان کار می‌کند.
در اوت ۲۰۱۶ او به عنوان وزیر ادارهٔ دولت و واحدهای مستقل محلی در دولت صربستان منصوب شد. علاوه بر این او رئیس شورای کارآفرینی نوآور و فناوری‌های اطلاعاتی دولت صربستان، شورای جمهوری برای اقلیت‌های ملی و نایب رئیس شورای جمهوری در اصلاحات اداره عمومی است.
به عنوان عضوی از دولت صربستان او در درجهٔ نخست به معرفی سریعتر دولتمداری الکترونیکی سازمانی در صربستان متحد بود که هدف آن بهبود کارامدی عملکرد دفتر دولت و واحدهای مستقل محلی، افزایش مستقیم کیفیت زندگی مردم صربستان، ایجاد دفتر دولت به روزتر و صادقتر و جنگیدن علیه فساد است.
دو عدد از مهمترین پروژه‌هایی که او در این قسمت در طول دورهٔ کار خود بناگذاری کرده‌است، پروژهٔ e-baby و e-LGAP (اجرای کامل قانون آیین دادرسی عمومی) هستند. پروژهٔ e-baby تضمین می‌کند که والدین درهر مکان، بخصوص در بیمارستان‌های زایمان، می‌توانند نوزادهای خود را بدون پرداخت هزینهٔ اضافه و مدارک مضاعف ثبت کنند و شناسنامه و بیمهٔ سلامت او را در محل سکونت دریافت کنند. این سیستم از اول ژانویه سال ۲۰۱۷ در تمام بیمارستان‌های زایمان صربستان اجرایی شده‌است.
پروژهٔ e-LGAP برای اولین بار در صربستان داتابیس‌های شش مؤسسهٔ مهم را به هم متصل کرد و واحدهای مستقل محلی و شهروندان صربستان را قادر ساخت تا اطلاعات مدارک رسمی را به صورت خودکار ردوبدل کنند و از جابه‌جایی مدارک مضاعفی که از قبل در داده‌های رسمی وجود دارد بی‌نیاز شوند.
این سیستم دارد کم‌کم به واحدهای مستقل محلی در صربستان معرفی می‌شود. برای شهروندان صربستان این به معنای صرفه جویی سالانهٔ حدود ۲۴۵ میلیون دینار (واحد پول صربستان) برای تمبر مالیاتی، حذف پرینت و تبادل ۶٫۷ میلیون مدرک و صرفه جویی کلی بیش از شش میلیون ساعت انتظار در صف است.
به عنوان رئیس شورای کارآفرینی نوآور و فناوری‌های اطلاعاتی دولت صربستان، او و دیگر اعضای دولت، در جلسات روزانه با صنعت اطلاعات و فناوری صربستان و شرکت‌های نوپا و خلاق، برنامهٔ راهبردی را توسعه و اجرای سریع ان را بنا کردند.
برخی از نتایج شامل تدریس اطلاعات و فناوری به عنوان موضوعی الزامی در ابتدایی‌ها، افزایش سهم ثبت نام دانش‌اموزان در دانشکده‌های فنی در سرتاسر صربستان، حمایت قوی از توسعه بخشی بخش علمی و اطلاعاتی در بلگرید، شروع ساخت و ساز بخش علمی و اطلاعاتی در نُوی ساد و ساخت مرکز استارت‌آپ دانش‌آموزی در نیس به عنوان مرحلهٔ اول توسعهٔ بخش علمی و اطلاعاتی در نیس. این برنامه همچنین برای آموزش دوباره راه‌اندازی شده و اولین داوطلبانی که علاقه به استخدام شدن به عنوان برنامه‌نویس در بخش ای تی دارند آموزش خود را در ژوئیه ۲۰۱۷ کامل کردند. بحث جامع‌ای نیز میان دولت، اقتصاد و سازمانهای جامعه مدنی در مورد روندهای استراتژیک دیجیتالی شدن صربستان سر گرفته‌است.